# Asystasia uniflora
Asystasia uniflora är en akantusväxtart som beskrevs av Defl.. Asystasia uniflora ingår i släktet Asystasia och familjen akantusväxter. Inga underarter finns listade i Catalogue of Life.